# Zarand (Stadt)
Zarand (persisch زرند) ist eine Stadt in der Provinz Kermān im Iran. Sie liegt etwa 75 km nordwestlich der Provinzhauptstadt Kermān.
2005 erschütterte ein Erdbeben mit einer Magnitude von 6,4 Mw die Stadt und das Gebiet um Zarand, wobei hunderte von Einwohnern ums Leben kamen.

## Fossilfunde
Seit 2004 wurden die Untersuchungen von bereits 1972 entdeckten, 109 Millionen alten Dinosaurier-Fußabdrücken aus einem Dorf nahe Zarand wieder aufgenommen. Es wird angenommen, dass es sich hierbei um die Abdrücke eines weiblichen Dinosauriers und ihrer Jungen handelt.
Der Norden Kermans ist für Paläontologen von besonderem Interesse, da es dort sehr viele Fossilienfundstätten aus unterschiedlichen geologischen Perioden gibt. Bislang wurden dort unter anderem Fossilien von Graptolithen aus dem Ordovizium gefunden, weiterhin Fossilien von Dinosauriern des Jura und der Kreide, und von Säugetieren des Tertiärs. Iran gehört in Bezug auf Fossilfunde weltweit zu den führenden Ländern mit Fossilfundregionen wie Maragheh, Varzaghan und Kerman.

## Zarand als Namensgeber
- Ein Krater auf dem Mars (Liste der Marskrater) wurde nach der Stadt Zarand benannt.
- Eine Ebene südwestlich von Teheran heißt ebenfalls Zarand.